# Maryna (imię)
Maryna – imię żeńskie pochodzenia łacińskiego. W Polsce jest także stosowane jako przekształcenie imienia Maria.
Imię Maryna jest żeńskim odpowiednikiem imienia Maryn, w Polsce niezwykle rzadkim (w 1994 roku nosiła je jedna osoba, w roku 2001 – 203 osoby, zaś w wariancie Marina – 362). Imię to wywodzi się od imienia łac. Marinus, a to z kolei powstało z przymiotnika łac. marinus („morski”). Imię Maryna – rozumiane jako żeński odpowiednik imienia Maryn – poświadczone jest w Polsce już w XV wieku (najwcześniej w 1443 roku). Zdrobnienie od niego brzmi Marynia. Marina to cudzoziemski wariant imienia Maryna; trudno powiedzieć, skąd przybyło do Polski, z uwagi na podobną formę w prawie wszystkich językach europejskich. 
Maryna imieniny obchodzi: 3 marca, 18 lipca i 11 listopada. 
W Polsce imię to jest kojarzone jako przekształcona forma imienia Maria, pierwotnie jako jego zdrobnienie, choć w czasach współczesnych ma już charakter neutralny (w gwarach nawet niekiedy pejoratywny).

## Odpowiedniki w innych językach
- angielski: Marina[1][2]
- białoruski: Марына (Maryna)[1]
- bułgarski: Марина (Marina), Маринка (Marinka)[1]
- czeski: Marina[1]
- duński: Marina, Maren, Marne[1]
- francuski: Marina[1][2]
- hiszpański: Marina[1][2]
- litewski: Marina, Marynė[1]
- łacina: Marina[1][2]
- macedoński: Маринка (Marinka)[1]
- niderlandzki: Marina[1]
- niemiecki: Marina[1][2], Marine[2]
- norweski: Marina, Maren[1]
- portugalski: Marinka[1]
- rosyjski: Марина (Marina)[1][2]
- rumuński: Marina[1]
- słowacki: Marina[1]
- słoweński: Marina, Marinka[1]
- ukraiński: Марина (Maryna)[1]
- węgierski: Marina[1]
- włoski: Marina[1][2]

## Znane osoby noszące imię Maryna
- Maryna, księżna Kentu, żona Jerzego
- Maryna Mnich – bizantyjska święta katolicka i prawosławna
- Maryna z Ōmury – japońska męczennica, święta katolicka
- Maryna Ancybor – ukraińska biegaczka narciarska
- Marina Cwietajewa – poetka rosyjska
- Marina Labrini Diamandis (MARINA) – walijska piosenkarka (imię i nazwisko po greckim ojcu)
- Marine Gauthier – francuska narciarka alpejska
- Maryna Gąsienica-Daniel – polska narciarka alpejska
- Maren Hammerschmidt – niemiecka biathlonistka
- Maryna Kyłypko – ukraińska lekkoatletka
- Maryna Litwinczuk – białoruska kajakarka
- Maren Lundby – norweska skoczkini narciarska
- Marina Łuczenko-Szczęsna – polsko-ukraińska piosenkarka
- Maryna Masalśka – ukraińska piłkarka
- Maryna Mniszchówna – żona cara Rosji Dymitra Samozwańca
- Maryna Ochab – polska tłumaczka literatury francuskiej
- Maryna Okęcka-Bromkowa (1922–2003) – dziennikarka, literatka, folklorystka
- Maryna Poroszenko – pierwsza dama Ukrainy
- Maryna Pryszczepa – ukraińska judoczka
- Marina Rocco – włoska aktorka
- Marina Sirtis – amerykańska aktorka greckiego pochodzenia
- Maryna Szkiermankowa – białoruska sztangistka
- Marina Trumić – bośniacko-hercegowińska poetka, tłumaczka polskiej literatury pięknej
- Maryna Zagórska – polska tłumaczka literatury pięknej
- Marina Zalewska – polska psycholog
- Marine Le Pen – francuska polityk